# Armageddon (film, 1998)
Armageddon je americký katastrofický sci-fi film, který roku 1998 natočil režisér Michael Bay. V hlavních rolích účinkují Bruce Willis, Ben Affleck a Liv Tyler.

## Děj
Poté, co NASA zjistí hrůznou zprávu o asteroidu, který na Zemi dopadne za 18 dní, je tajně uspořádán program na záchranu Země, který spočívá v tom, že na povrch asteroid bude vypravena skupina astronautů, která do jeho středu navrtá otvor, do něhož uloží jaderné nálože, které poté odpálí. Asteroid by se měl rozlomit na dvě poloviny a obě by měly Zemi minout. Tuto práci je schopný udělat jen jediný člověk – zkušený naftař Harry S. Stamper (Bruce Willis); ten však bezpodmínečně trvá na svém týmu – a dostane jej.
Parta Stamperovců absolvuje 12denní astronautský turbovýcvik, který by jinak zabral roky, a je vyslána dvojicí raketoplánů X-71 pojmenovaných „Freedom“ ([ˈfriːdəm]; svoboda) a „Independence“ ([ˌɪndɪˈpendəns]; nezávislost) vstříc blížícímu se tělesu. Po cestě doplní palivo na ruské kosmické stanici Mir; ta však příčinou úniku paliva exploduje a oba raketoplány se z ní musí nouzově evakuovat, i se zachráněným ruským kosmonautem-hrdinou Lvem Andropovem. Po náletu na orbitu Měsíce raketoplány zažehnou přídavné trysky, které jim umožní provést zrychlovací manévr a dostat se tak za asteroid.
Po provedení urychlovacího manévru naletí X-71 do pásma asteroidových úlomků, přičemž jeden zasáhne Independence; ta se zřítí. Posádka Freedom (se Stamperem na palubě) se domnívá, že z Independence nikdo nepřežil a sami, jako jediná naděje planety Země, přistávají. Po přistání zahajují vrtací fázi na tzv. pásovci s připevněným vrtacím ramenem, které spustí do podloží asteroidu. I přes veškerou snahu se však často ničí převodovka nebo vrtací hlavice; tím dochází ke zpoždění. Velitel raketoplánu, plukovník Sharp dostane rozkaz odpálit jadernou bombu na povrchu (takový odpal by však neměl valný účinek a asteroid by zasáhl Zemi). Harry mu v tom však zabrání a celá skupina na Freedom se pouští zpět do vrtání. Bohužel narazí na výron plynu, který zničí pásovec a skupina tak ztratí možnost zachránit Zemi.
Ve chvíli největší beznaděje přijíždí pásovec z Independence, se třemi přeživšími členy posádky. Celá skupina se znovu pustí do akce, přičemž dosáhne požadované hloubky 240 metrů a chystá se k odletu. Naneštěstí se porouchá dálkový odpal bomby a Harry zůstane na místě, aby bombu odpálil. Pár sekund před dosažením nulové bariéry (místa, odkud by už impaktu asteroidu nešlo zabránit) se Harrymu podaří, za cenu sebeobětování, výbuchem zničit asteroid, čímž zachrání Zemi. Zbytek těžařské party se na palubě Freedom zachrání a přístane na Zemi; jsou oslavováni jako hrdinové.

## Obsazení
| Bruce Willis          | Harry S. Stamper           |
| Billy Bob Thornton    | Dan Truman                 |
| Ben Affleck           | A. J. Frost                |
| Liv Tyler             | Grace Stamper              |
| Will Patton           | Charles „Chick“ Chapple    |
| Steve Buscemi         | Spermon                    |
| William Fichtner      | William Sharp              |
| Owen Wilson           | Oscar Choi                 |
| Michael Clarke Duncan | Jayotis „Bear“ Kurleenbear |
| Peter Stormare        | Lev Andropov               |
| Ken Campbell          | Max Lennert                |
| Jessica Steen         | Jennifer Watts             |
| Keith David           | General Kimsey             |
| Chris Ellis           | Walter Clark               |
| Jason Isaacs          | Ronald Quincy              |
| Grayson McCouch       | Gruber                     |
| Clark Brolly          | Freddy Noonan              |
| Marshall R. Teague    | Colonel Davis              |
| Anthony Guidera       | Tucker                     |
| Greg Collins          | Halsey                     |
| Grace Zabriskie       | Dottie                     |
| Eddie Griffin         | malý kluk                  |
| Stanley Anderson      | prezident USA              |
| James Harper          | admirál Kelso              |
| Ellen Cleghorne       | Helga                      |
| Udo Kier              | psycholog                  |
| John Aylward          | dr. Banks                  |
| Mark Curry            | Stu                        |
| Judith Hoag           | Denise                     |
| Steven Ford           | technik nukleární bomby    |
| Shawnee Smith         | zrzavá dívka               |
| Dwight Hicks          | agent FBI                  |
| Bodhi Elfman          | hoch                       |
| Charlton Heston       | vypravěč                   |

## Recenze
Karel Drda (Level) psal o filmu s přitažlivým tématem, povedeném v mezích možností, jenž se vinou scénáře stal  „šíleným a roztahaným gulášem“, který „po půhodině spíše nudí“; obsahuje zdlouhavé záběry na vlajky USA a jeho tvůrci si v ubohé křeči vystřelili z ruského kosmického programu, aby tak narvali do akce bezduchý humor. Willise shledal průměrným; na adresu Buscemiho se pak Drda ptal, zda „má tohle zapotřebí“.